# You and Me Both
You and Me Both è il secondo album discografico del gruppo musicale Yazoo, pubblicato nel 1983. Contiene la hit Nobody's Diary.

## Tracce
Lato A
1. Nobody's Diary – 4:30 (testo: Alison Moyet)
2. Softly Over – 4:01 (testo: Vince Clarke)
3. Sweet Thing – 3:41 (testo: Moyet)
4. Mr. Blue – 3:24 (testo: Clarke)
5. Good Times – 4:18 (testo: Moyet)

Lato B
1. Walk Away from Love – 3:18 (testo: Clarke)
2. Ode to Boy – 3:35 (testo: Moyet)
3. Unmarked – 3:34 (testo: Clarke)
4. Anyone – 3:24 (testo: Moyet)
5. Happy People – 2:56 (testo: Clarke)
6. And On – 3:12 (testo: Moyet)